# Alí Lariyaní
Alí Lariyaní (en persa:علی اردشیر لاریجانی; (Nayaf, Irak, 1957 - ) es un político iraní. Tras ocupar la presidencia de la radiotelevisión iraní IRIB, el ministerio de Cultura y Guía Islámicas y la secretaría del Consejo Superior de Seguridad Nacional. Ha sido presidente de la Asamblea Consultiva Islámica durante 12 años, de 2008 a 2020, como representante de la circunscripción de Qom. El 15 de mayo de 2021 se inscribió como candidato independiente en las elecciones presidenciales de Irán previstas para el 18 de junio de 2021.

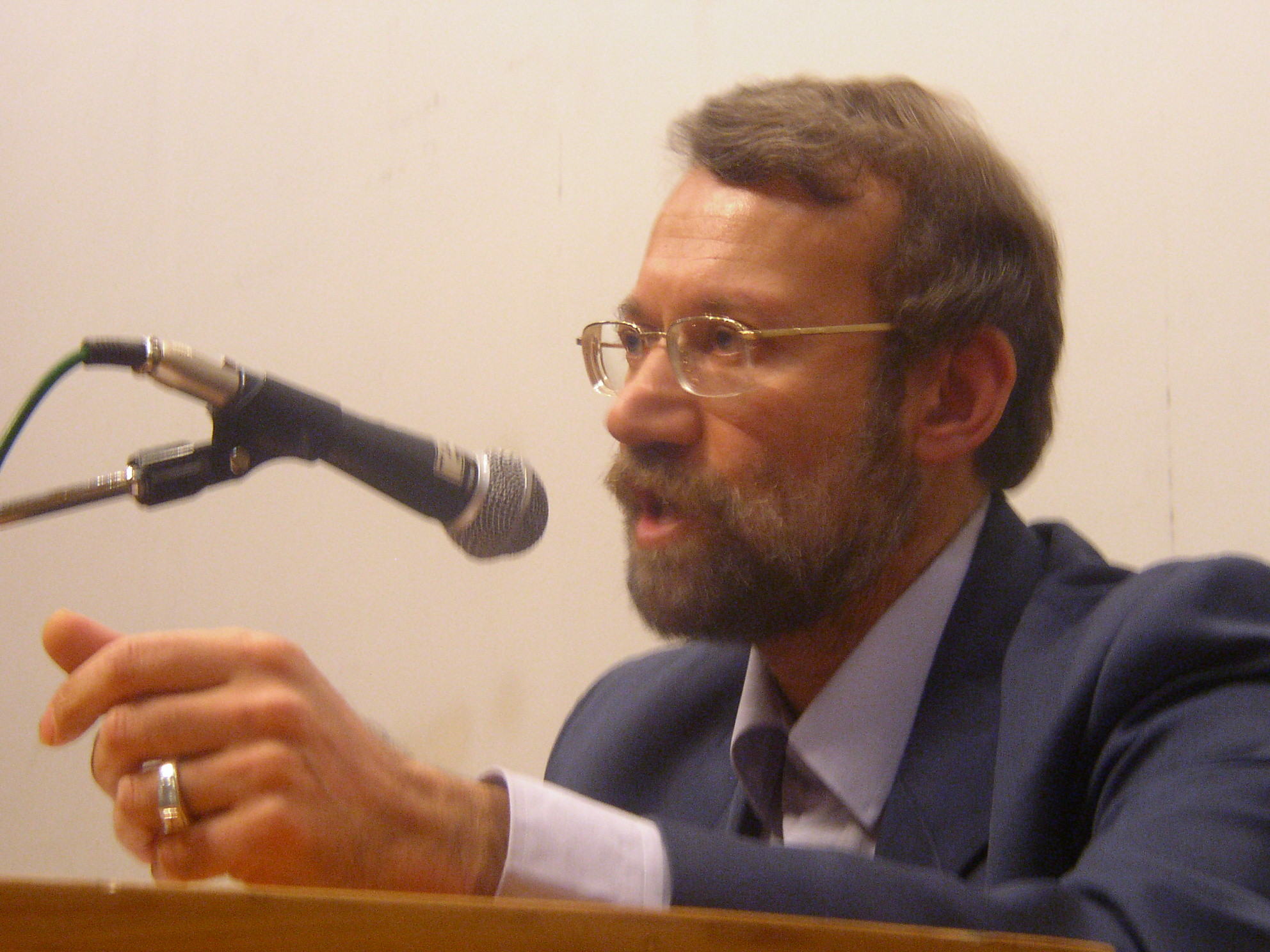
Alí Lariyaní en 2005

## Biografía
Alí Lariyaní nació el 3 de junio de 1957 en la ciudad iraquí de Nayaf., en el seno de una familia religiosa oriunda de Behshahr, en la provincia de Mazandarán, en la costa del mar Caspio, exiliados en 1931 huyendo del autoritarismo laicista del gobernante Reza Shah hasta su regreso en 1961
Alí Lariyaní es hermano de Sadeq Lariyaní (presidente del Poder judicial iraní desde 2009), Mohammad Yavad Lariyaní (diputado entre 2000 y 2008), Bagher Lariyan (rector de la Universidad de Ciencias Médicas de Teherán) y Fazel Lariyaní (exconsejero cultural de la embajada iraní en Ottawa).

### Formación
Lariyaní se licenció en Informática y Matemáticas en la Universidad Tecnológica Sharif, y a continuación obtuvo una maestría y un doctorado en Filosofía occidental de la Universidad de Teherán.

### Trayectoria política

#### De laRevolucióna 1994
Tras el derrocamiento del sah Mohammad Reza Pahlevi por la Revolución Islámica de 1979, Lariyaní entró a trabajar en la radiotelevisión estatal IRIB como director del servicio exterior. Desde 1982, tras dos años de guerra Irán-Irak, entró en los Cuerpos de la Guardia Revolucionaria Islámica como subdirector general de personal. Además, entre 1982 y 1991, Alí Lariyaní desempeñó las funciones de viceministro de Trabajo y Asuntos Sociales, viceministro de Telégrafos y Teléfonos y viceministro de la Guardia Revolucionaria. En 1991, con la dimisión de Mohammad Jatamí del cargo de ministro de Cultura y Guía Islámicas, Alí Lariyaní fue presentado al parlamento como sustituto, y ocupó ese puesto durante dos años.

#### 1994-2004: Presidencia deIRIB
En 1994, Lariyaní fue designado como presidente de IRIB por el Líder Alí Jamenei, y ejerció como tal hasta 2004 dirigiendo la expansión de una entidad que al inicio de su mandato contaba con dos cadenas de televisión con 7 horas de emisión y 2 cadenas de radio hasta la situación de una institución con 7 canales televisivos y 8 cadenas de radio de alcance nacional, y 24 cadenas de televisión y 30 emisoras de radio provinciales, además de varias cadenas de televisión dirigidas al exterior.
Sectores reformistas recriminaron a la gestión de Lariyaní que los gabinetes de Mohammad Jatamí (1997-2005) y el parlamento de la 6ª legislatura (2001-2005, de mayoría reformista) no solo no contaban con la herramienta de comunicación de la radiotelevisión estatal, sino que la tenían contra sí.

#### Candidatura presidencial en 2005
Alí Lariyaní se postuló como candidato en las elecciones presideciales en 2005, recibiendo el apoyo de la Sociedad Islámica de Ingenieros, entre otros grupos de corte conservador.

### Su posición en elConsejo Superior de Seguridad Nacional de Irán
Es uno de los dos representantes del ayatolá Alí Jamenei en el consejo, donde fue nombrado secretario por el presidente Mahmud Ahmadineyad el 15 de agosto de 2005 en sustitución de Hasán Rouhaní. En este puesto, es negociador en las cuestiones de seguridad nacional, incluyendo el programa nuclear de Irán y ha invertido las políticas reformistas de Hasán Rouhaní, quien había acordado suspender sistemáticamente el enriquecimiento de uranio sin ningún tipo de condición.

#### Presidencia de la Asamblea Consultiva Islámica (2008-2020)
Lariyaní fue elegido como representante de la circunscripción de Qom en las elecciones legislativas del 14 de marzo de 2008. Tras declarar su disposición a colaborar con el presidente Ahmadineyad pese a «diferencias de estilo», en mayo fue elegido presidente por la nueva asamblea con una amplia mayoría tras ser preferido para el cargo por la facción «principialista» (osulgará), ganadora en los comicios, frente a Gholamalí Haddad Adel. Su elección, como diputado y como presidente del Parlamento, fue renovada en el año 2012.

#### Candidatura presidencial en 2021
El 15 de mayo de 2021 presentó oficialmente su candidatura para aspirar a la presidencia de Irán en las elecciones previstas el 18 de junio como candidato independiente. Durante la presentación de la candidatura explicó que el país necesita dar prioridad al desarrollo económico y los intereses nacionales. También abogó por "una relación fuerte, constructiva e inteligente con Occidente y un lazo fraternal con los países vecinos".